# Antawn Jamison
Pour les articles homonymes, voir Jamison.
Antawn Cortez Jamison, né le 12 juin 1976 à Shreveport (Louisiane), est un joueur professionnel américain de basket-ball. Le 11 décembre 2013, il dépasse les 20 000 points en carrière, devenant le 39e joueur de l'histoire de la NBA à franchir cette barre. Avant de se retirer en 2014, il était le neuvième joueur encore en activité dans la ligue NBA au nombre de points marqués dans sa carrière, avec 20 042 unités. Les huit autres devant lui étaient Kobe Bryant, Kevin Garnett, Paul Pierce, Ray Allen, Dirk Nowitzki, Vince Carter, Tim Duncan et LeBron James.

## Carrière universitaire
Haut de 2,06 mètres, Jamison a d'abord joué pour les Tar Heels de l'université de Caroline du Nord en NCAA avant de se présenter à la Draft 1998 de la NBA.

## Carrière professionnelle
Il est sélectionné comme quatrième choix lors de la Draft 1998 de la NBA par les Raptors de Toronto.

### Warriors de Golden State (1998-2003)
Il est immédiatement envoyé aux Warriors de Golden State dans un échange contre Vince Carter. Il réalise avec cette franchise la performance d'inscrire 50 points lors de deux matchs consécutifs. De 1999 à 2003, il va tourner 22 points et 7,6 rebonds de moyennes et former avec Jason Richardson et Gilbert Arenas un Big Three très prolifique en attaque mais ils n'atteindront jamais les playoffs.

### Mavericks de Dallas (2003-2004)
Il est envoyé aux Mavericks de Dallas lors de l'intersaison 2003. À Dallas, Jamison arrive dans une équipe qui dispute régulièrement les playoffs. Mais il n'est plus titulaire car au même poste figure le multiple All-Star, Dirk Nowitzki. Il accepte un rôle de sixième homme et tournera à 14,3 pts et 6,3 rebonds en moyennes ce qui lui vaudra d'être élu NBA Sixth Man of the Year (meilleur sixième homme) en 2004.

### Wizards de Washington (2004-Fév.2010)
Il arrive ensuite à Washington lors d'un échange incluant également Jerry Stackhouse, Christian Laettner et Devin Harris pour la saison 2004-2005. Il va former avec Gilbert Arenas et Caron Butler l'un des meilleurs trio de toute la NBA.
Grâce aux bons résultats de son équipe, Jamison est sélectionné pour la première fois au All-Star Game dans lequel il marque. Les Wizards participent aux playoffs (en 2004-2005) et passent le premier tour face à Chicago (4-2). Une série dans laquelle Jamison tourne à 18 points et 7 rebonds de moyennes. Mais au second tour les Wizards se font éliminer (4-0) par Miami.
De 2005 jusqu’à 2008, Washington emmené par son Big Three participera aux playoffs mais ils se feront toujours éliminer au premier tour car si le trio est productif en attaque, il l'est beaucoup moins en défense.

### Cavaliers de Cleveland (Fév.2010-2012)
Afin de reconstruire une franchise à la dérive, les dirigeants des Wizards se séparent de leur trio Arenas-Butler-Jamison. Ce dernier arrive à Cleveland lors d'un échange entre plusieurs équipes.
Après le départ de LeBron James pour Miami, Jamison devient un des leaders de Cleveland. Mais Cleveland n'atteindra pas la Playoffs.

### Lakers de Los Angeles (2012-2013)
Pendant l'été 2012, il signe aux Lakers de Los Angeles, où il sera le sixième homme d'une équipe favorite au titre. Ses débuts ne sont pas convaincants. Jamison cire de plus en plus le banc au fil que la saison avance. Mais après le limogeage de Mike Brown et sous l'ère D'Antoni, Jamison revient bien et fait quelques matchs à plus de 20 points et 10 rebonds. Avec la blessure de Pau Gasol il devient même titulaire avant de redevenir sixième homme en lieu et place de Earl Clark qui se révèle petit à petit. À une trentaine de matchs de la fin de la saison régulière, il tourne à presque 10 points par match et 5 rebonds par match.
En juillet 2012, il rêve de jouer pour les Bobcats de Charlotte.

### Clippers de Los Angeles (2013-Fév.2014)
Durant l'été 2013, il signe aux Clippers de Los Angeles pour un an.

### Hawks d'Atlanta (20 et 21 Fév.2014)
Le 20 février 2014, il est envoyé aux Hawks d'Atlanta contre une somme d'argent. Le lendemain, il est coupé par Atlanta et peut désormais signer où il le souhaite.
En mars 2014, il s'entraîne avec les Bobcats de Charlotte.

## Palmarès
En sélection nationale
-  Médaille de bronze au championnat du monde 2006.

En franchise
- Champion de la Division Centrale en 2010 avec les Cavaliers de Cleveland.

Distinctions personnelles
- NBA Sixth Man of the Year (meilleur sixième homme de l'année) en 2004.
- 2 sélections au NBA All-Star Game en 2005 et 2008.

## Statistiques
gras = ses meilleures performances

### Universitaires
Statistiques en université d'Antawn Jamison
| Saison    | Équipe           | Matchs | Titul. | Min./m | % Tir | % 3pts | % LF | Rbds/m. | Pass/m. | Int/m. | Ctr/m. | Pts/m. |
| --------- | ---------------- | ------ | ------ | ------ | ----- | ------ | ---- | ------- | ------- | ------ | ------ | ------ |
| 1995-1996 | Caroline du Nord | 32     | 29     | 32,9   | 62,4  | 0,0    | 52,6 | 9,7     | 1,0     | 0,8    | 1,0    | 15,1   |
| 1996-1997 | Caroline du Nord | 35     | 34     | 34,3   | 54,4  | 18,2   | 62,1 | 9,4     | 0,9     | 1,1    | 0,6    | 19,1   |
| 1997-1998 | Caroline du Nord | 37     | 32     | 33,1   | 57,9  | 40,0   | 66,7 | 10,5    | 0,8     | 0,8    | 0,8    | 22,2   |
| Carrière  | Carrière         | 104    | 95     | 33,4   | 57,7  | 29,6   | 61,7 | 9,9     | 0,9     | 0,9    | 0,8    | 19,0   |

### Professionnelles

#### Saison régulière
Légende :
| Sixième homme de l'année | Meilleur joueur de cette catégorie statistique de la saison |

gras = ses meilleures performances
Statistiques en saison régulière d'Antawn Jamison
| Saison        | Équipe        | Matchs | Titul. | Min./m | % Tir | % 3pts | % LF | Rbds/m. | Pass/m. | Int/m. | Ctr/m. | Pts/m. |
| ------------- | ------------- | ------ | ------ | ------ | ----- | ------ | ---- | ------- | ------- | ------ | ------ | ------ |
| 1998-1999*    | Golden State  | 47     | 24     | 22,5   | 45,2  | 30,0   | 58,8 | 6,4     | 0,7     | 0,8    | 0,3    | 9,6    |
| 1999-2000     | Golden State  | 43     | 41     | 36,2   | 47,1  | 28,6   | 61,1 | 8,3     | 2,1     | 0,7    | 0,3    | 19,6   |
| 2000-2001     | Golden State  | 82     | 82     | 41,4   | 44,2  | 30,2   | 71,5 | 8,7     | 2,0     | 1,4    | 0,3    | 24,9   |
| 2001-2002     | Golden State  | 82     | 82     | 37,0   | 44,7  | 32,4   | 73,4 | 6,8     | 2,0     | 0,9    | 0,5    | 19,7   |
| 2002-2003     | Golden State  | 82     | 82     | 39,3   | 47,0  | 31,1   | 78,9 | 7,0     | 1,9     | 0,9    | 0,5    | 22,2   |
| 2003-2004     | Dallas        | 82     | 2      | 29,0   | 53,5  | 40,0   | 74,8 | 6,3     | 0,9     | 1,0    | 0,4    | 14,8   |
| 2004-2005     | Washington    | 68     | 68     | 38,3   | 43,7  | 34,1   | 76,0 | 7,6     | 2,3     | 0,8    | 0,2    | 19,6   |
| 2005-2006     | Washington    | 82     | 80     | 40,1   | 44,2  | 39,4   | 73,1 | 9,3     | 1,9     | 1,1    | 0,1    | 20,5   |
| 2006-2007     | Washington    | 70     | 70     | 38,0   | 45,0  | 36,4   | 73,6 | 8,0     | 1,9     | 1,1    | 0,5    | 19,8   |
| 2007-2008     | Washington    | 79     | 79     | 38,7   | 43,6  | 33,9   | 76,0 | 10,2    | 1,5     | 1,3    | 0,4    | 21,4   |
| 2008-2009     | Washington    | 81     | 81     | 38,2   | 46,8  | 35,1   | 75,4 | 8,9     | 1,9     | 1,2    | 0,3    | 22,2   |
| 2009-2010     | Washington    | 41     | 41     | 38,9   | 45,0  | 34,5   | 70,0 | 8,8     | 1,3     | 1,0    | 0,2    | 20,5   |
| 2009-2010     | Cleveland     | 25     | 23     | 32,4   | 48,5  | 34,2   | 50,6 | 7,7     | 1,3     | 1,1    | 0,5    | 15,8   |
| 2010-2011     | Cleveland     | 56     | 38     | 32,9   | 42,7  | 34,6   | 73,1 | 6,7     | 1,7     | 0,9    | 0,5    | 18,0   |
| 2011-2012*    | Cleveland     | 65     | 65     | 33,1   | 40,3  | 34,1   | 68,3 | 6,3     | 2,0     | 0,8    | 0,7    | 17,2   |
| 2012-2013     | L.A. Lakers   | 76     | 6      | 21,5   | 46,4  | 36,1   | 69,1 | 4,8     | 0,7     | 0,4    | 0,3    | 9,4    |
| 2013-2014     | L.A. Clippers | 22     | 0      | 11,3   | 31,5  | 19,5   | 72,0 | 2,5     | 0,3     | 0,4    | 0,1    | 3,8    |
| Carrière      | Carrière      | 1083   | 864    | 34,8   | 45,1  | 34,6   | 72,4 | 7,5     | 1,6     | 1,0    | 0,4    | 18,5   |
| All-Star Game | All-Star Game | 2      | 0      | 12,5   | 37,5  | 33,3   | —    | 2,5     | 0,5     | 0,0    | 0,5    | 3,5    |

Note: *Les saisons 1998-1999 et 2011-2012 ont été réduites respectivement à 50 et 66 matchs en raison d'un lock out.
Dernière modification le 29 avril 2022

#### Playoffs
Statistiques en playoffs d'Antawn Jamison
| Saison   | Équipe      | Matchs | Titul. | Min./m | % Tir | % 3pts | % LF | Rbds/m. | Pass/m. | Int/m. | Ctr/m. | Pts/m. |
| -------- | ----------- | ------ | ------ | ------ | ----- | ------ | ---- | ------- | ------- | ------ | ------ | ------ |
| 2004     | Dallas      | 5      | 0      | 21,8   | 45,6  | 25,0   | 73,3 | 5,0     | 0,4     | 1,0    | 0,4    | 13,0   |
| 2005     | Washington  | 10     | 10     | 38,0   | 45,1  | 50,0   | 68,8 | 6,3     | 1,2     | 0,7    | 0,4    | 18,5   |
| 2006     | Washington  | 6      | 6      | 42,2   | 42,4  | 31,3   | 77,8 | 7,2     | 3,0     | 1,0    | 0,3    | 19,2   |
| 2007     | Washington  | 4      | 4      | 43,3   | 47,6  | 34,6   | 75,0 | 9,8     | 1,3     | 0,5    | 1,0    | 32,0   |
| 2008     | Washington  | 6      | 6      | 39,5   | 40,6  | 28,0   | 57,1 | 12,0    | 1,0     | 1,3    | 1,3    | 16,8   |
| 2010     | Cleveland   | 11     | 11     | 34,1   | 46,7  | 25,6   | 73,2 | 7,4     | 1,3     | 0,6    | 1,0    | 15,3   |
| 2013     | L.A. Lakers | 4      | 0      | 19,8   | 43,5  | 41,7   | 66,7 | 1,8     | 0,3     | 0,3    | 0,5    | 7,3    |
| Carrière | Carrière    | 46     | 37     | 34,9   | 44,8  | 34,1   | 70,6 | 7,2     | 1,3     | 0,8    | 0,7    | 17,2   |

## Records NBA

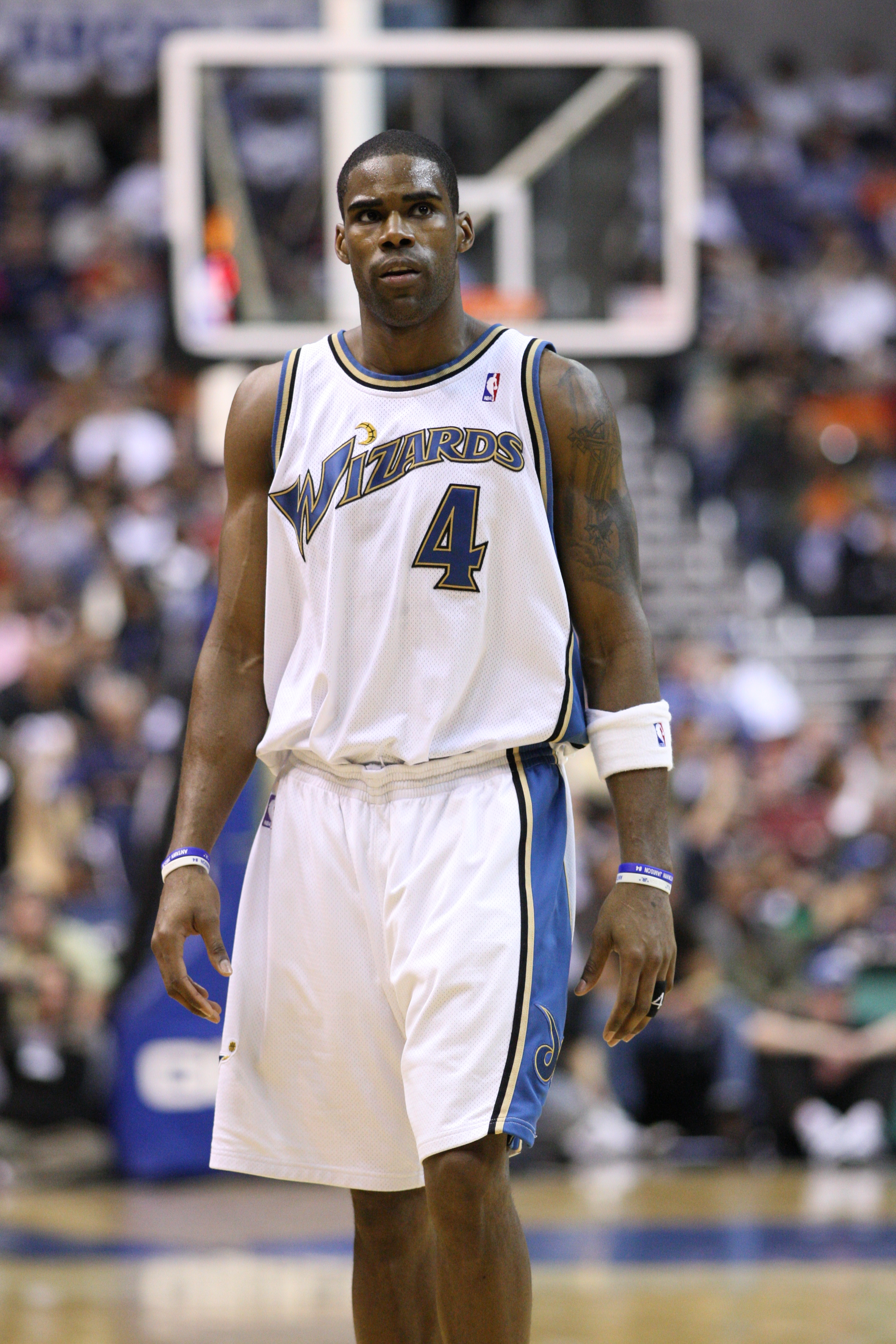
Antawn Jamison durant la saison 2007-2008

Les records personnels d'Antawn Jamison, officiellement recensés par la NBA sont 
| Type statistique            | Saison régulière | Saison régulière       | Saison régulière |
| Type statistique            | Record           | Adversaire             | Date             |
| --------------------------- | ---------------- | ---------------------- | ---------------- |
| Points en un match          | 51               | 2 fois                 |                  |
| Paniers marqués en un match | 23               | SuperSonics de Seattle | 3 décembre 2000  |
| Paniers tentés en un match  | 36               | 3 fois                 |                  |
| Lancers francs réussis      | 15               | Magic d'Orlando        | 17 avril 2007    |
| Lancers francs tentés       | 24               | Magic d'Orlando        | 17 avril 2007    |
| Paniers à 3 points réussis  | 7                | Jazz de l'Utah         | 23 mars 2006     |
| Paniers à 3 points tentés   | 14               | Nets du New Jersey     | 7 avril 2007     |
| Rebonds offensifs           | 13               | Mavericks de Dallas    | 25 janvier 2000  |
| Rebonds défensifs           | 18               | Raptors de Toronto     | 29 janvier 2008  |
| Rebonds totaux              | 23               | Knicks de New York     | 30 janvier 2010  |
| Passes décisives            | 7                | 7 fois                 |                  |
| Interceptions               | 6                | 5 fois                 |                  |
| Contres                     | 5                | Heat de Miami          | 15 décembre 2006 |
| Minutes jouées              | 56               | Pistons de Détroit     | 25 novembre 2005 |

## Pour approfondir
- Liste des meilleurs marqueurs en NBA en carrière.
- Liste des joueurs en NBA ayant joué plus de 1000 matchs en carrière.

## Sources et références
1. ↑  (en) Ben Leibowitz, « Antawn Jamison Scores 20,000th Point, Joins All-Hall-of-Fame Club », sur bleacherreport.com, 11 décembre 2013.
2. ↑  Fabrice Auclert, « Antawn Jamison rêve de jouer aux Bobcats », sur basketusa.com, 10 juillet 2012
3. ↑  Shaï Mamou, « Antawn Jamison signe pour un an avec les Los Angeles Clippers », sur basketsession.com, 27 août 2013
4. ↑  Dimitri Kucharczyk, « Antawn Jamison envoyé à Atlanta », sur basketusa.com, 20 février 2014
5. ↑  Dimitri Kucharczyk, « Antawn Jamison coupé par les Hawks », sur basketusa.com, 21 février 2014
6. ↑  Fabrice Auclert, « Antawn Jamison s’entraîne avec Charlotte », sur basketusa.com, 3 mars 2014
7. ↑  (en) « Antawn Jamison », sur sports-reference.com (consulté le 29 avril 2022)
8. ↑  (en) « Antawn Jamison », sur basketball-reference.com (consulté le 29 avril 2022)
9. ↑  (en) « Antawn Jamison », sur basketball-reference.com (consulté le 29 avril 2022).
10. ↑  (en) « Antawn Jamison : Career Stats and Totals », sur nba.com (consulté le 21 février 2014)